# مهرجان القدس للموسيقى
مهرجان القدس مهرجان فلسطيني موسيقي يقام سنويا في موقع قبور السلاطين الأثري في شارع صلاح الدين في القدس  منذ عام 1995، حيث تقوم بتنظيمه مؤسسة يبوس للإنتاج الفني. وتشارك فيه كثير من الفرق الشعبية والفنية العالمية والعربية والفلسطينية.
شاركت فيه الفنانة العربية ماجدة الرومي بأفتتاح الدورة السادسة عشر عبر الأقمار الصناعية، في دلالة رمزية لكسر الحصار الثقافي الذي تعاني منه المدينة المقدسة. يعول على المهرجان بأن يكون واجهة القدس الثقافية خاصة بعد اختيارها عاصمة للثقافة العربية لعام 2009.
استضاف المهرجان عددا من الفرق العالمية والفلسطينية المتميزة والفنانين مثل:
| العام | الفرقة الأجنبية | الفنانين المشاركين | الفرق المحلية                                                                                            |
| ----- | --- | --- | --- |
| 2002  | هيو ماسيكيلا من جنوب أفريقيا | سيمون شاهين | |
| 2003  | كيلابايون من تشيلي | ريم بنا | فرقة الموسيقى الشرقية                                                                                    |
| 2004  | راديو تاريفا من إسبانيا رباعي إيريك تروفاز                                                                                       | سيمون شاهين، منير الطرودي | تريو جبران فرقة أوج                                                                                      |
| 2005  | فرقة قارعي الطبول (دلسوري) من كوريا الجنوبية                                                                                     | أنور براهم من تونس، ريم بنا | فرقة مقامات فرقة شسمه الثلاثي جبران                                                                      |
| 2006  | | | الثلاثي جبران فرقة وتر فرقة مطب فرقة تراب                                                                |
| 2007  | نايجل كينيدي من أيرلندا ليدي سميث بلاك مامبوز من جنوب أفريقيا                                                                    | | فرقة أوج فرقة مقامات                                                                                     |
| 2008  | لاكيس خالكياس من اليونان | سيمون شاهين، ريم بنا | تيسير مصرية ومجموعة مرام للموسيقى فرقة تراب أوركسترا فلسطين للشباب فرقة ولعت                             |
| 2009  | كيلابايون من تشيلي تشيكو وفرقة الجيبسيز من فرنسا فرقة جيوفاني فياتي ريجيني لآلآت النفخ من إيطاليا فرقة ليجزينكا للرقص من داغستان | حكيم السكاميا من الجزائر ريم تلحمي | فرقة الموسيقى الشرقية فرقة الفنون الشعبية الفلسطينية فرقة دام فرقة بيت الموسيقى للموسيقى الشرقية سكاتستا |
| 2010  | مسرح الرقص الجورجي- ليجاسي من جورجيا رباعي إيريك تروفاز                                                                          | ماريا ديل مار بونيت من كاتالونيا/ أسبانيا ميكال أوردنغاريان من الباسك/ أسبانيا كرستينا باتو من جاليسيا/ أسبانيا وسام مراد سلام أبو آمنة الشاعر سميح القاسم | فرقة أوف الاستعراضية فرقة شيبات فرقة الموسيقى العربية التابعة للمعهد الوطني للموسيقى                     |
|       | | | |
|       | | | |
|       | | | |

مؤسسة يبوس للإنتاج الفني: تأسست عام 1995 في مدينة القدس بمبادرة مجموعة من المثقفين والفنانين الفلسطينيين الذين هدفوا إلى تأسيس جسم ثقافي قادر على استيعاب الفنون الآدائية والموسيقية الفلسطينية بكافة أشكالها. سُجلت يبوس للإنتاج الفني رسميا كمؤسسة غير ربحية في نيسان/ أبريل 1997 وساهمت منذ ذلك الوقت إلى يومنا هذا في إحياء الحياة الثقافية في مدينة القدس بشكل واضح وجلي من خلال
1- تنظيم برامج وفعاليات ثقافية في مدينة القدس
2- مساندة الفنانين الفلسطينيين في مسيراتهم الفنية
3- ترويج الفنانين والفنون الفلسطينية على المستويين المحلي الفلسطيني والعالمي
4-  المساهمة في تحريك العجلة الاقتصادية والحركة السياحية والاجتماعية والحفاظ على الموروث الحضاري والتاريخي لمدينة القدس
5- تعريف الجمهور الفلسطيني على ثقافات عالمية جديدة
6- المساهمة في بناء أساس قوي تقوم على أساسه الفعاليات والنشاطات الثقافية في مدينة القدس وذلك بالتعاون مع مؤسسات فلسطينية مختلفة.
نظمت مؤسسة يبوس للإنتاج الفني مجموعة من الفعاليات الثقافية من أهمها
مهرجان القدس،  مواسم القدس الموسيقية،  مهرجان الفيلم الفلسطيني،  احتفالية فلسطين للأدب
ويضاف إلى ذلك الكثير من الانجازات الأخرى في مجال ترويج الفنانين الفلسطينيين وتنسيق مشاركاتهم في المهرجانات العالمية إضافة إلى إنجازات تتعلق في تنسيق مشاريع ثقافية مختلفة بالتعاون مع عدد من المؤسسات الثقافية الفلسطينية في مدينة القدس.
للمؤسسة مجلس أمناء وتدير المؤسسة السيدة رانيا الياس حاليا
مركز يبوس الثقافي: بالنظر إلى أهمية الثقافة في المواجهة المحتدمة بيننا وبين المشروع الكولونيالي الإسرائيلي فانه لا بد من تضافر وتكاتف كل الجهود ومضاعفتها من اجل بناء وترسيخ المشروع الثقافي الوطني الفلسطيني في قلب القدس من خلال مجموعة من المشاريع والبنى الثقافية الرافعة لركائز الحضور الثقافي الراسخ والمتجذر في مدينة القدس. 
ونظرا لحاجة مدينة القدس الملحة لتفعيل العمل الثقافي فيها وتلبية حاجات مواطنيها المتعددة والتي لا يتوافر الحد الأدنى منها منذ العام 1967 فانه بات من الملح الإسراع في انجاز مشروع ثقافي متميز يساهم في توفير الحاجات الأساسية للمواطنين في القدس في سياق المشروع الثقافي الفلسطيني المندرج في المشروع الوطني العام. 
إن هذا المشروع، في حال تحققه، يمكنه أن يلبي حاجات ثقافية فنية للجمهور المقدسي خصوصا والفلسطيني عموما، كما يحمل في طياته بعدا اجتماعيا تنمويا مهماً يرسخ الجانب الاستثماري في مجال الثقافة والفن، ويوفر فرص عمل لنسبة جيدة من فئات وشرائح مجتمعية مختلفة، ويخلق واقعا اجتماعيا تفاعليا مفعما بالحيوية من خلال ابتداع أشكال متنوعة من الفعاليات الاجتماعية والثقافية في المركز الثقافي، بحيث يشكل من خلال برامجه ونشاطاته منبرا متدفقا ظل مفقودا لفترة طويلة من الزمن.
يشتمل المركز على:
- قاعة سينما
- قاعة عروض فنية
- قاعة للمعارض والعروض الفنية الصغيرة
- قاعة اجتماعات
- مقهى وكافتيريا تستضيف رواد المركز الثقافي
- مكتبة
- مركز للأطفال
- مطبعة داخلية خاصة بالمركز